# Jüdischer Friedhof (Chotyn)
Koordinaten: 48° 31′ 48,2″ N, 26° 29′ 13,9″ O

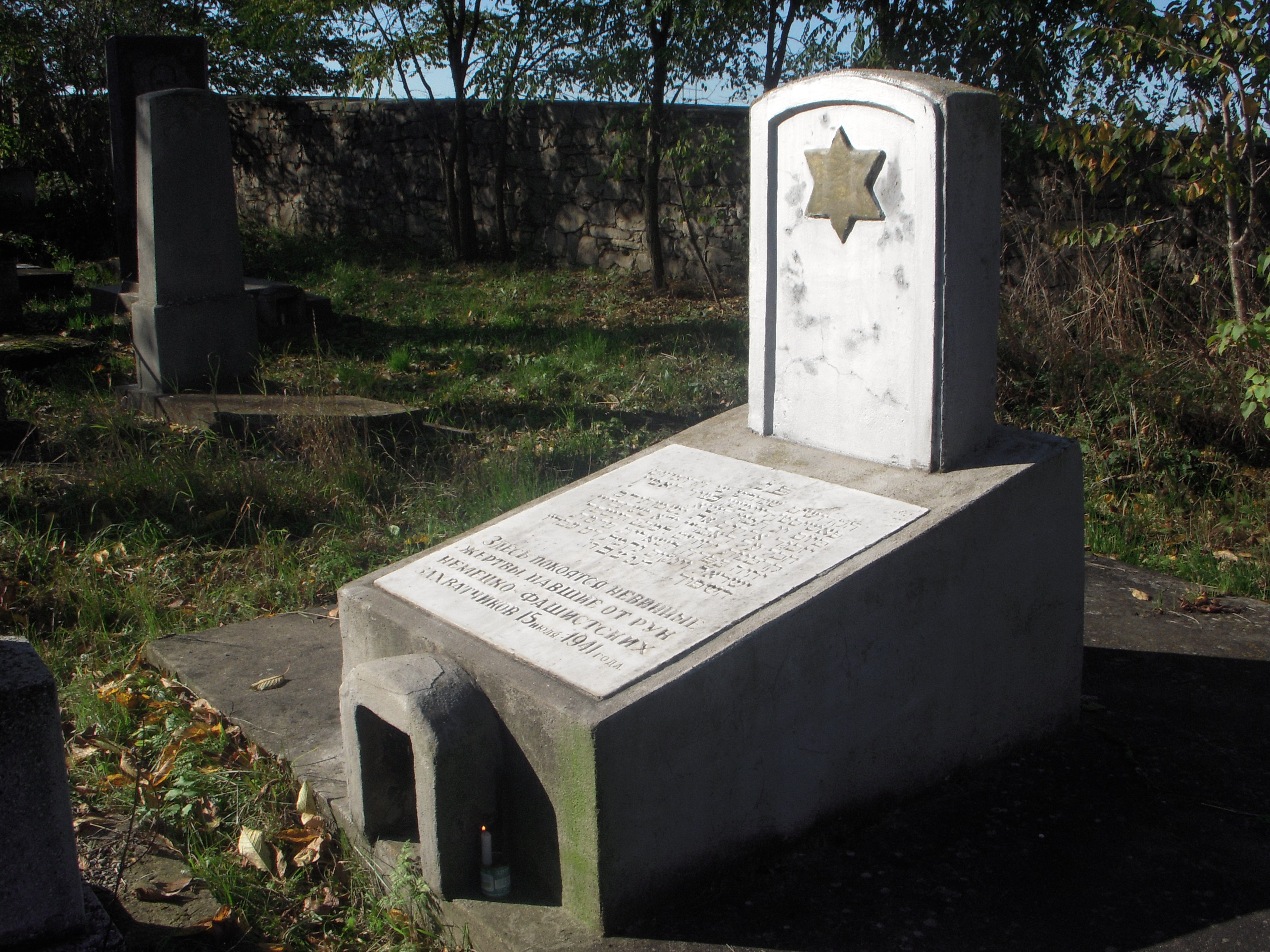
Mahnmal für die Holocaust-Opfer Chotyns auf dem jüdischen Friedhof der Stadt

Der Jüdische Friedhof Chotyn ist ein jüdischer Friedhof im Norden der Stadt Chotyn in der ukrainischen Oblast Tscherniwzi.

## Geschichte
Die jüdische Gemeinde Chotyns datiert auf das 16. Jahrhundert. Noch bis zum Beginn des 20. Jahrhunderts waren die Einwohner der Stadt hauptsächlich Russen und Juden. Die letzte-Volkszählung von 1930 ergab Bevölkerungsverhältnisse von 38 % Juden, 37 % Russen, 15 % Ukrainern und 9 % Rumänen. Vor dem Zweiten Weltkrieg lebten etwa 19.000 jüdische Einwohner in der Stadt. Für diese gab es 36 Synagogen, jüdische Schulen sowie Bibliotheken. Infolge des Hitler-Stalin-Paktes wurde Chotyn 1940 von der Sowjetunion annektiert. Am 7. Juli 1941 wurde die Stadt von deutschen und rumänischen Truppen eingenommen. Zweitausend jüdische Männer wurden sofort auf dem Hauptplatz der Stadt erschossen, in der Folge gab es weitere Erschießungen, Massaker und Verschleppungen in Lager. Den Krieg überlebten nur 500 Chotyner Juden.
Durch den Zweiten Weltkrieg und den Holocaust sowie den anschließenden stalinistischen Terror wurde die Bevölkerungsstruktur in Chotyn drastisch verändert. Heute leben nur noch sehr wenige Juden in der Stadt. Viele wanderten nach dem Zerfall der Sowjetunion nach Israel aus. Derzeit bezeichnen sich 72 % der Bevölkerung als Ukrainer, 16 % als Russen, 8 % als Juden bzw. Hebräer und 4 % als Rumänen.
Der Friedhof befindet sich etwa einen halben Kilometer nördlich des Stadtrands von Chotyn, direkt an der Landstraße T2610/T2614 in Richtung Ataky. Er liegt nahe dem christlichen Friedhof auf der östlichen Straßenseite Richtung Dnister und ist von landwirtschaftlicher Nutzfläche umgeben. Auf dem Friedhof finden sich Grabstätten aus dem 19. und 20. Jahrhundert. Er besteht in den jetzigen Grenzen seit 1939 und hat heute eine Größe von etwa 100 × 200 Metern. Das letzte Begräbnis fand 1990 statt. Der Friedhof umfasst keine Massengräber, allerdings befindet sich darauf ein Mahnmal für die im Holocaust ermordeten Juden Chotyns.
Der Friedhof wurde von der U.S. Commission for the Preservation of America’s Heritage Abroad auf Basis eines bilateralen Abkommens mit der Ukraine in die Liste der amerikanischen Auslands-Kulturerbestätten aufgenommen.